# Le Gosier
 Le Gosier é uma comuna francesa na região administrativa de Guadeloupe, no departamento de Guadeloupe. Estende-se por uma área de 42,62 km², com habitantes, segundo os censos de 1999, com uma densidade de 603 hab/km².